# Уанкавелика (регион)
Уанкавелика (исп. Huancavelica) — регион в центральной части Перу, в андских высокогорьях. Площадь составляет 22,1 тысячи км². Население — 347 639 человек (2017). Административный центр — город Уанкавелика. Граничит с регионами Ика и Лима (на западе), Хунин (на севере), Аякучо (на востоке).

## География
Регион Уанкавелика располагается на высокогорном плоскогорье в центральной части Анд. Его средняя высота — одна из самых высоких среди регионов Перу — свыше 4000 метров (это крайняя северная оконечность плато Альтиплано). На крайнем севере региона плато обрывается в глубокие долины и каньоны, прорезаемые горными реками. В одной из долин расположен административный центр — Уанкавелика. На юго-западе также находятся каньоны, но пустынные и практически лишенные растительности. Растительность представлена ксерофитными пунами, в северных долинах — горные луга, пастбища. Основные реки включают: Мантаро, Пампас, Уарпа, Уанкавелика и Чунчанфа. Крупнейшая река — Мантаро.

## Население
Численность населения — 347 639 человек (по данным переписи 2017 года). За десять лет до этого численность населения составляла 454 797 человек, таким образом естественная убыль составляет −2,65 % в год (рекордный показатель среди регионов Перу). Почти все население сконцентрировано на севере и в районе города Уанкавелика. Плотность населения — 15,7 чел/км², в южной половине — 2-4 чел/км². Уровень урбанизации низкий — 30,5 % (самый низкий показатель в Перу).
Половая структура: женщины — 51,4 %, мужчины — 48,6 %. Уровень грамотности — 80,1 % (самый низкий показатель в Перу). Процент детей до 14 лет: 30,3 %.
Национальный состав однородный: 83 % — индейцы кечуа, 15 % — метисы. Религиозный состав: преобладают католики (73 %), но относительно высока доля протестантов — 25 %, в отдельных районах протестанты составляют большинство.

## Экономика
Основа экономики — добыча полезных ископаемых, в первую очередь меди, а также серебра, свинца, золота и др. Выращивание картофеля и зерновых, разведение лам и альпак, свиноводство. Крупнейшая ГЭС Перу — Центральная гидроэлектростанция Мантаро.

## Достопримечательности
Туризм слабо развит.
- Высокогорная железная дорога «Трен-Мачо[исп.]»
- Озёра Чоклокоча, Оркокоча, Сан-Франциско (высота над уровнем моря — 4600 метров)
- Гора «Ла-Белла-Дурмиенте» в Кастровиррейне
- Термальные источники в Уанкавелике
- Культура Чопкка (исп. La cultura Chopcca)
- Заброшенная шахта Санта-Барбара и прилегающий к ней город-призрак
- Археологический комплекс Уайтара и Учкус-Инканьян у населенного пункта Уайтара[исп.]
- Многочисленные и разнообразные фестивали

## Галерея

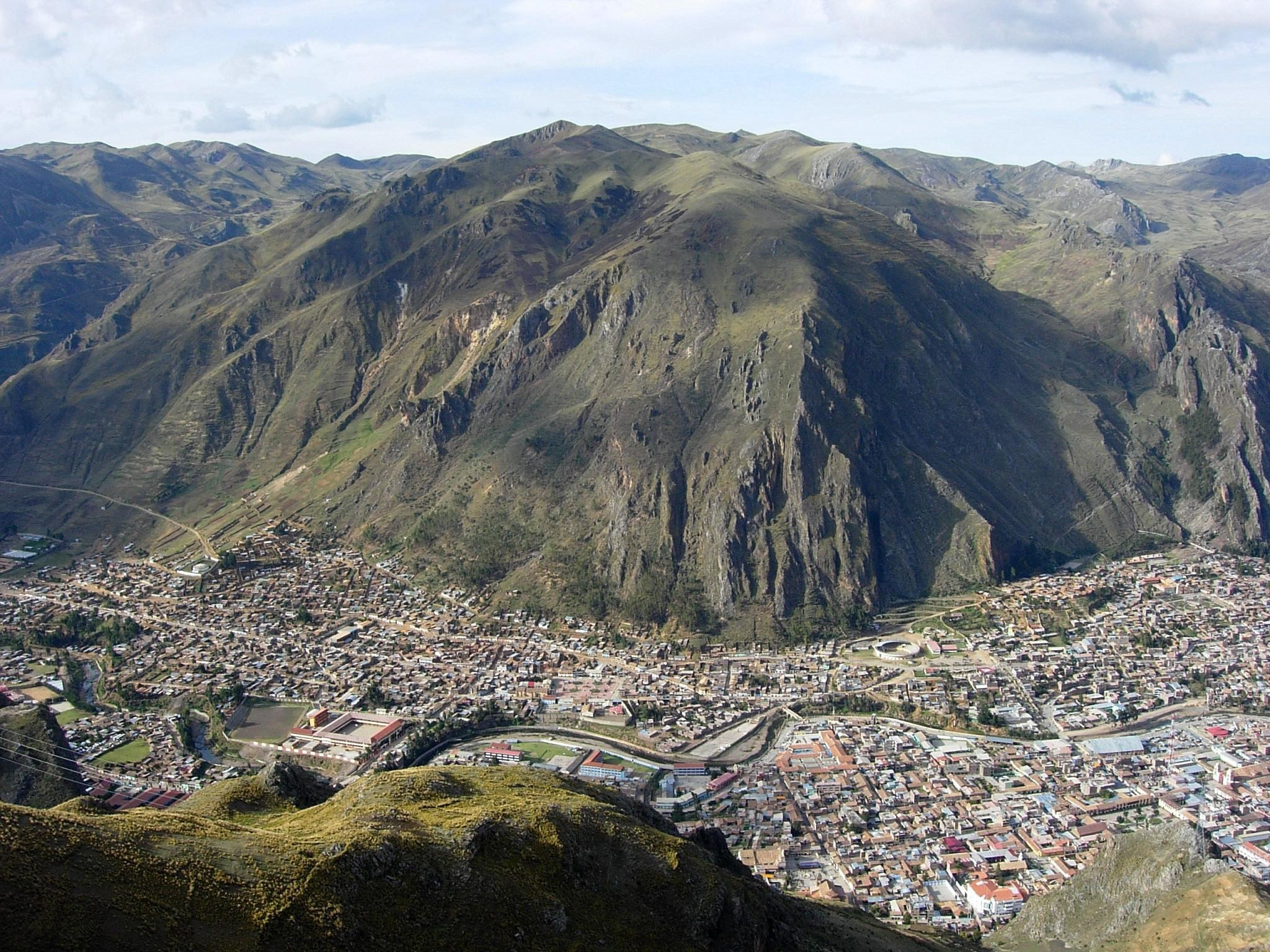
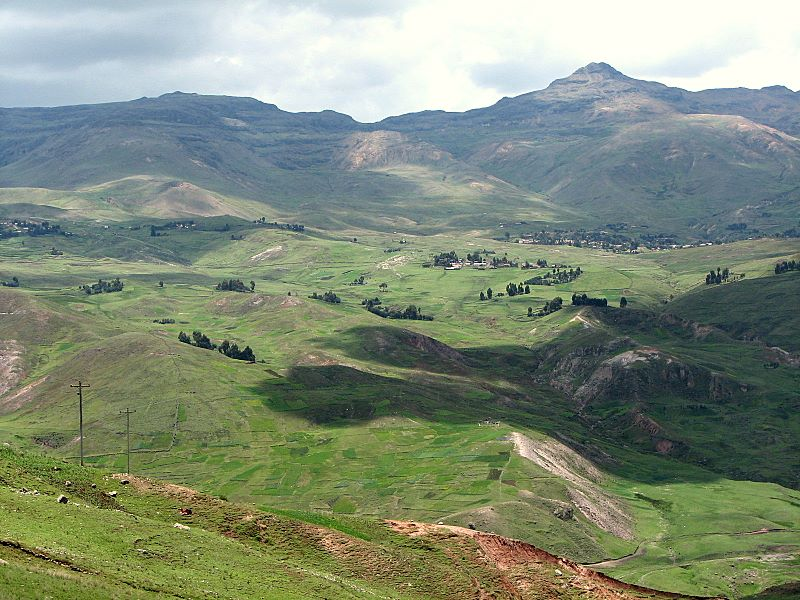
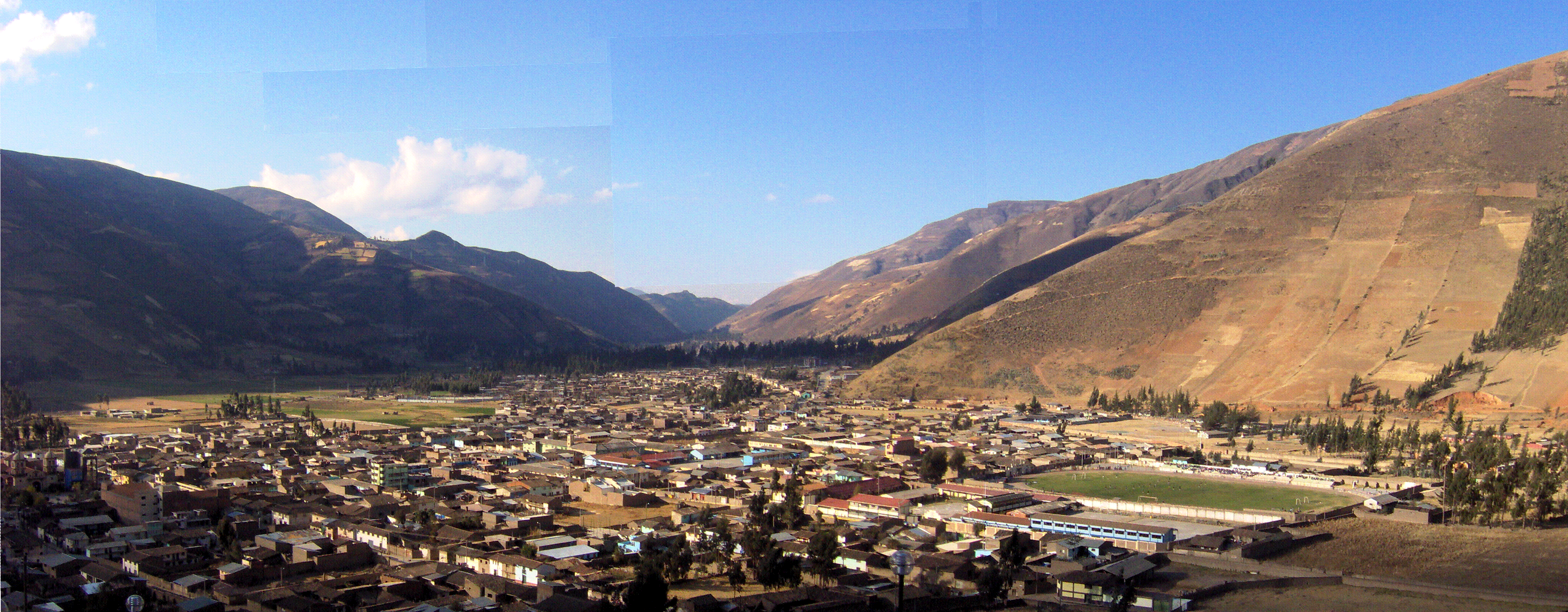
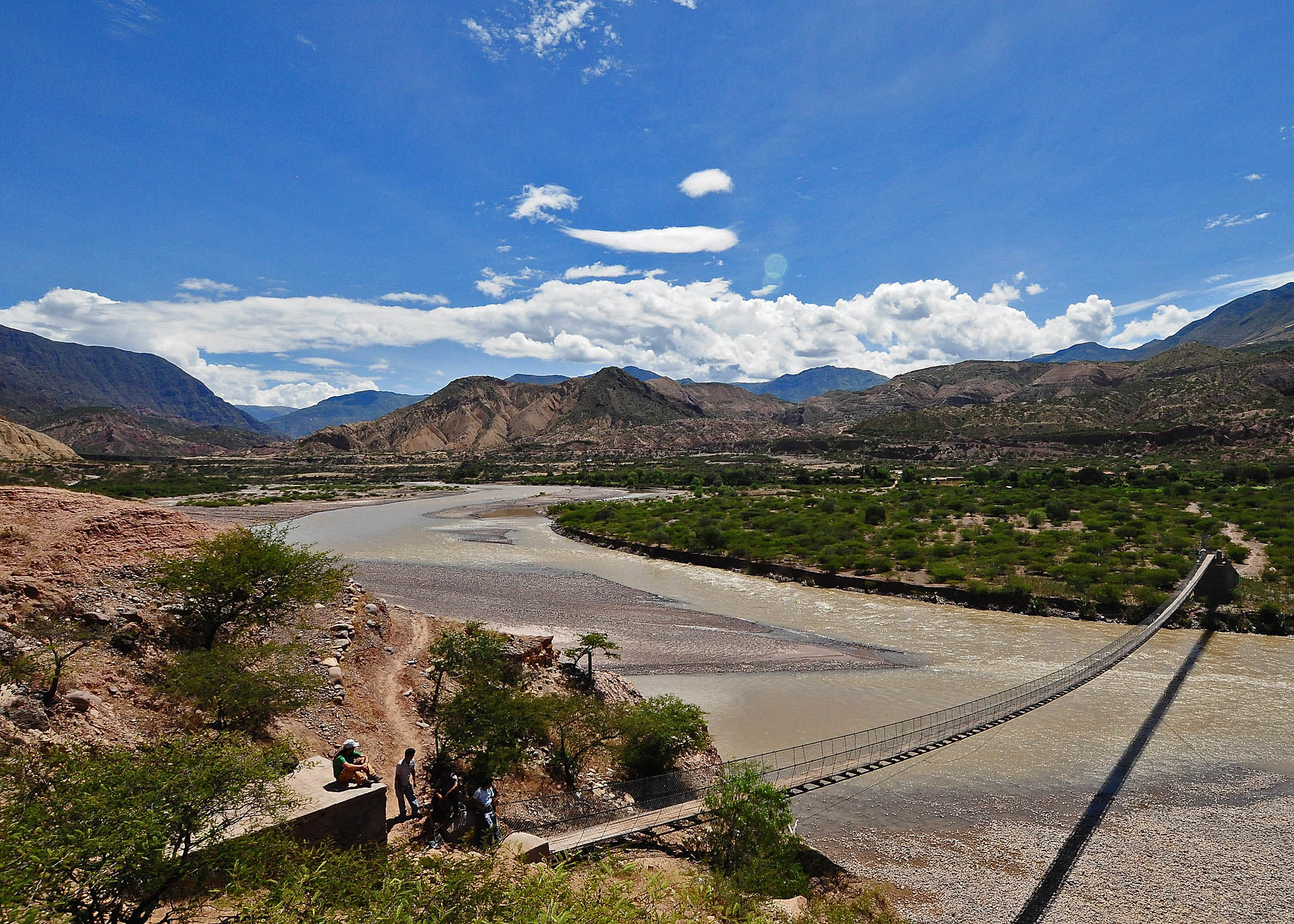
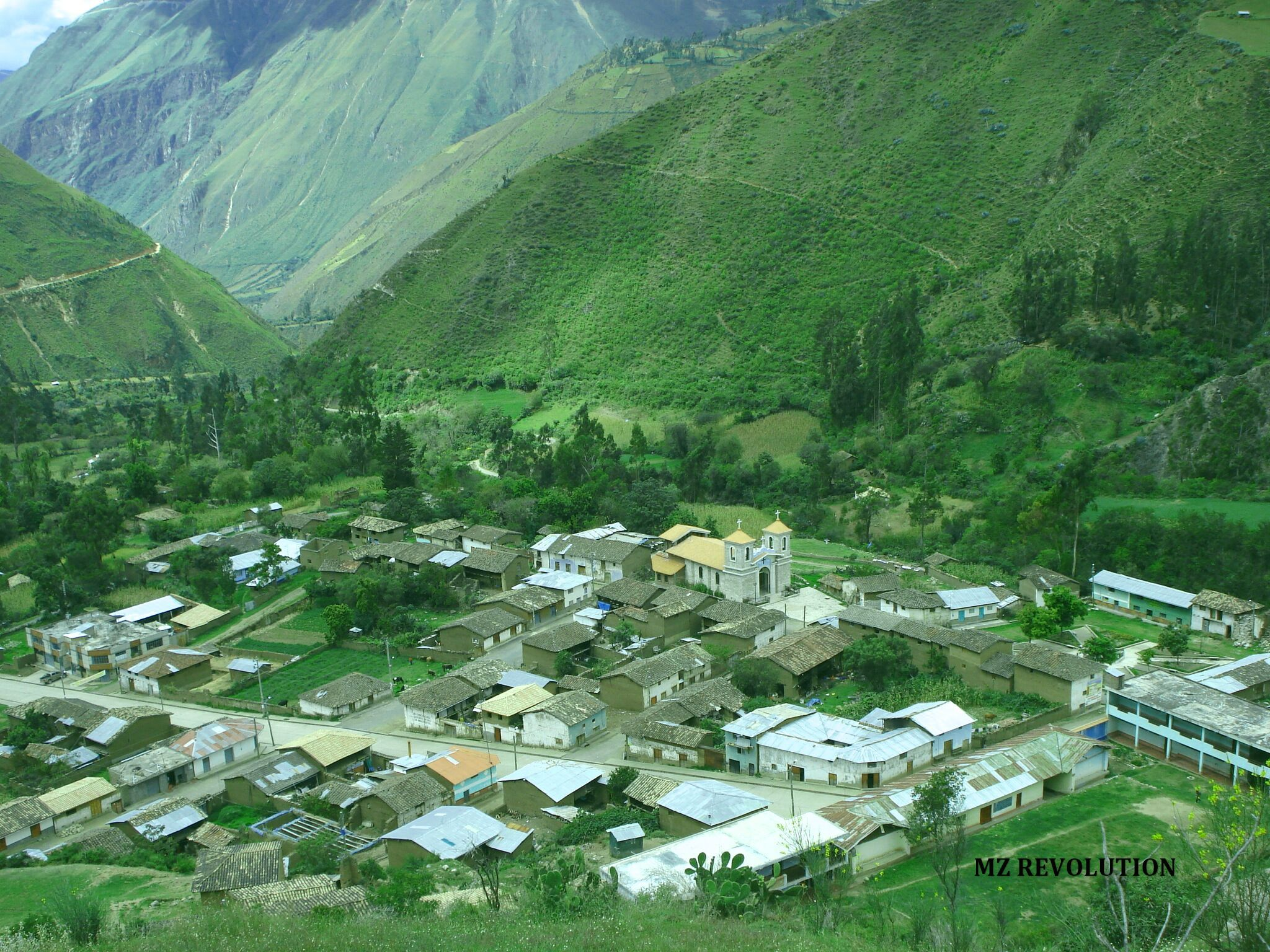
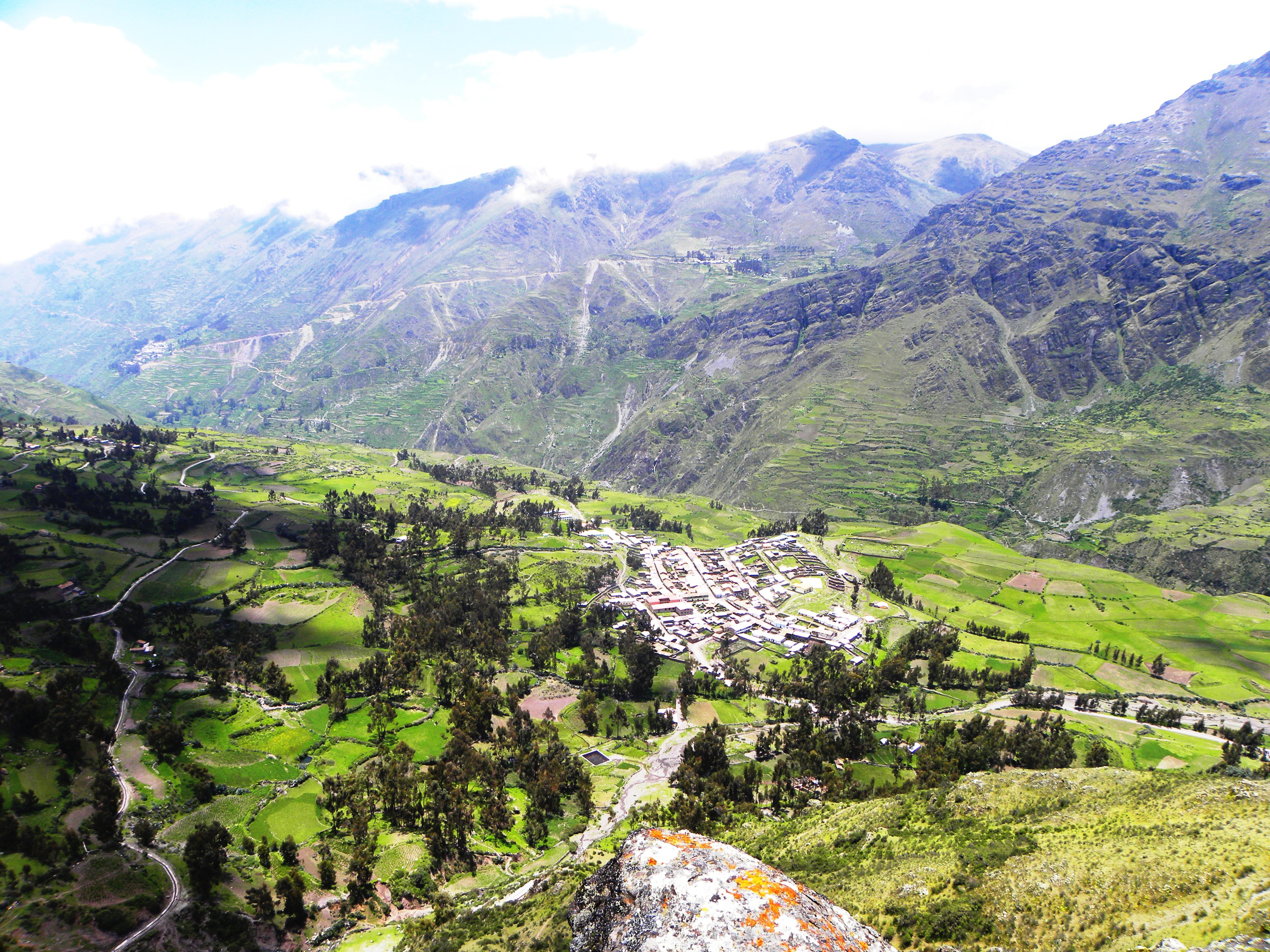
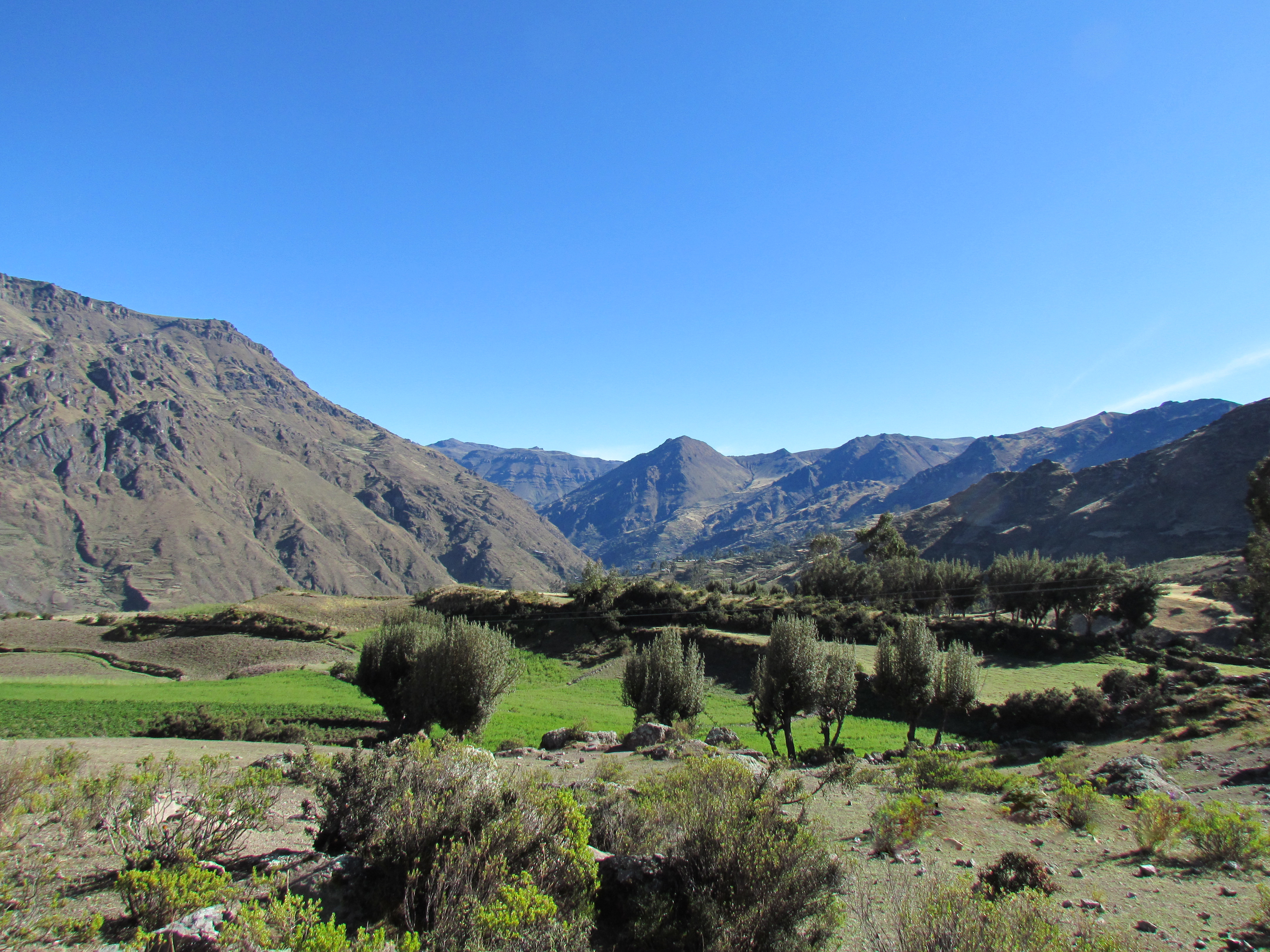
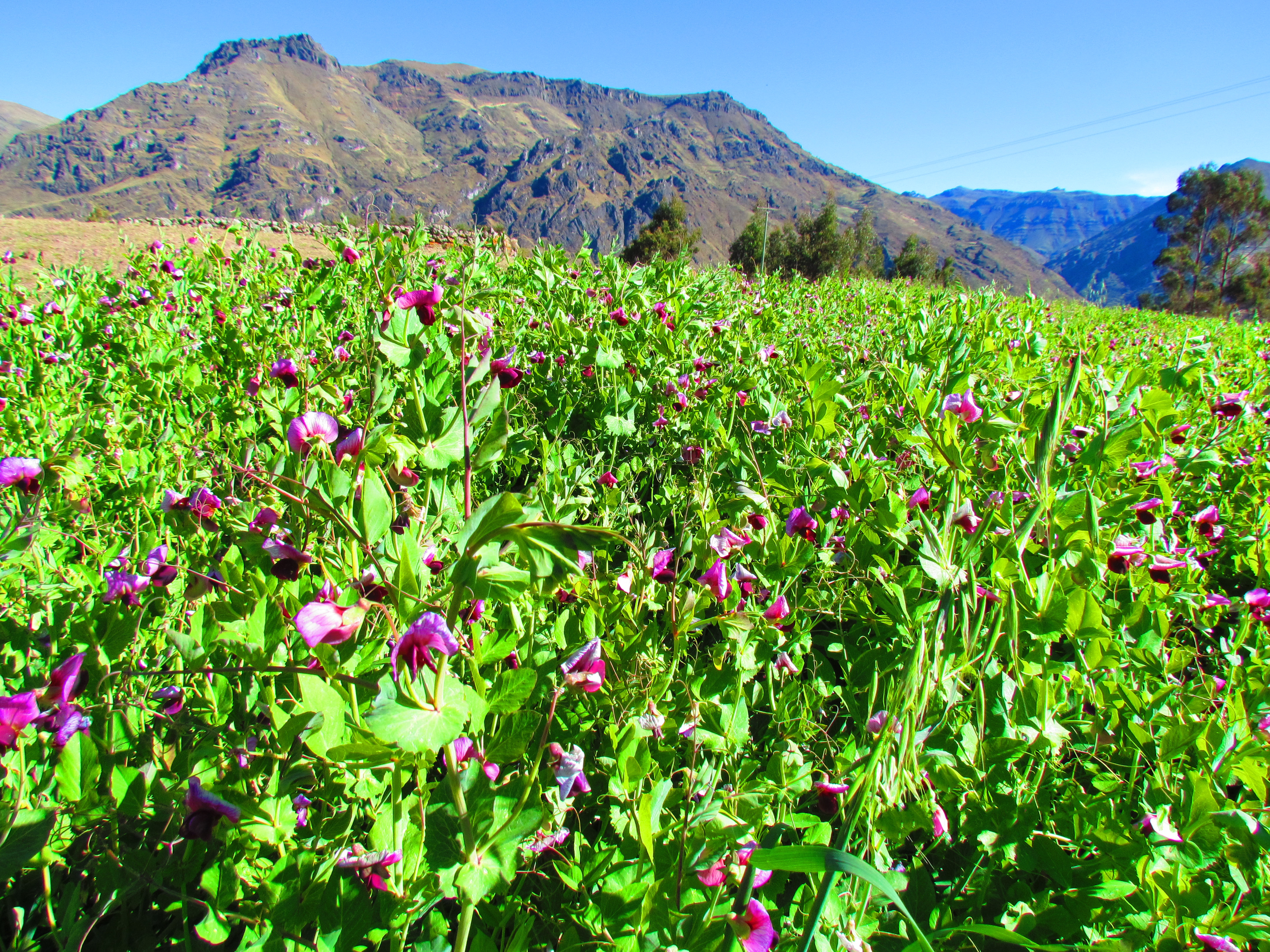
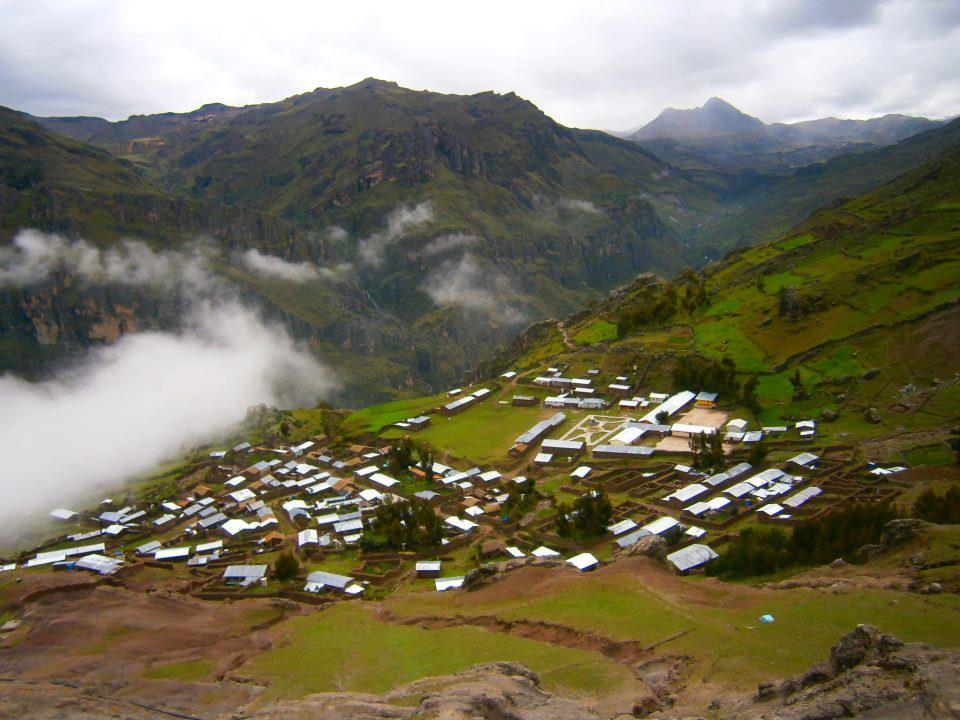
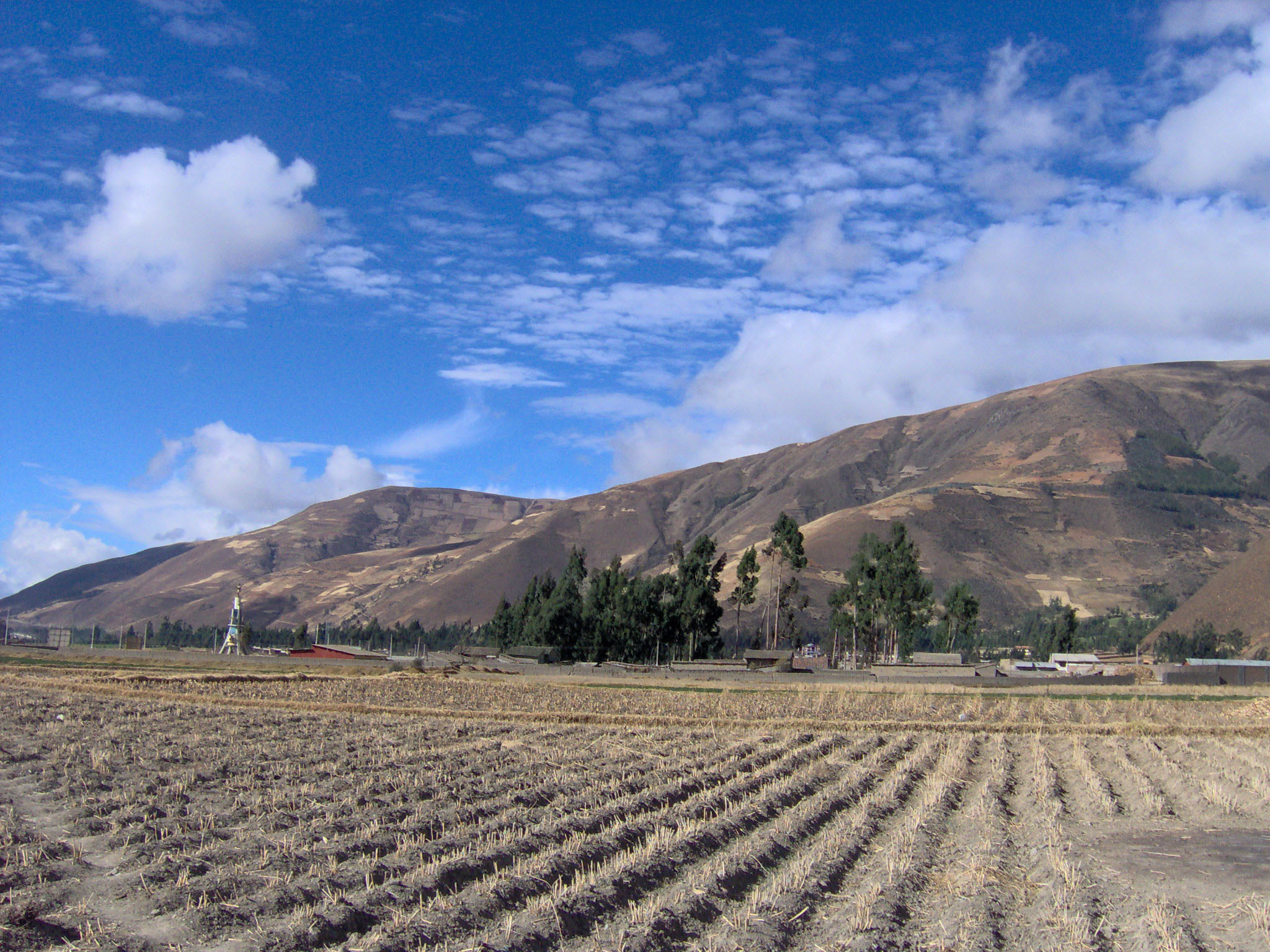
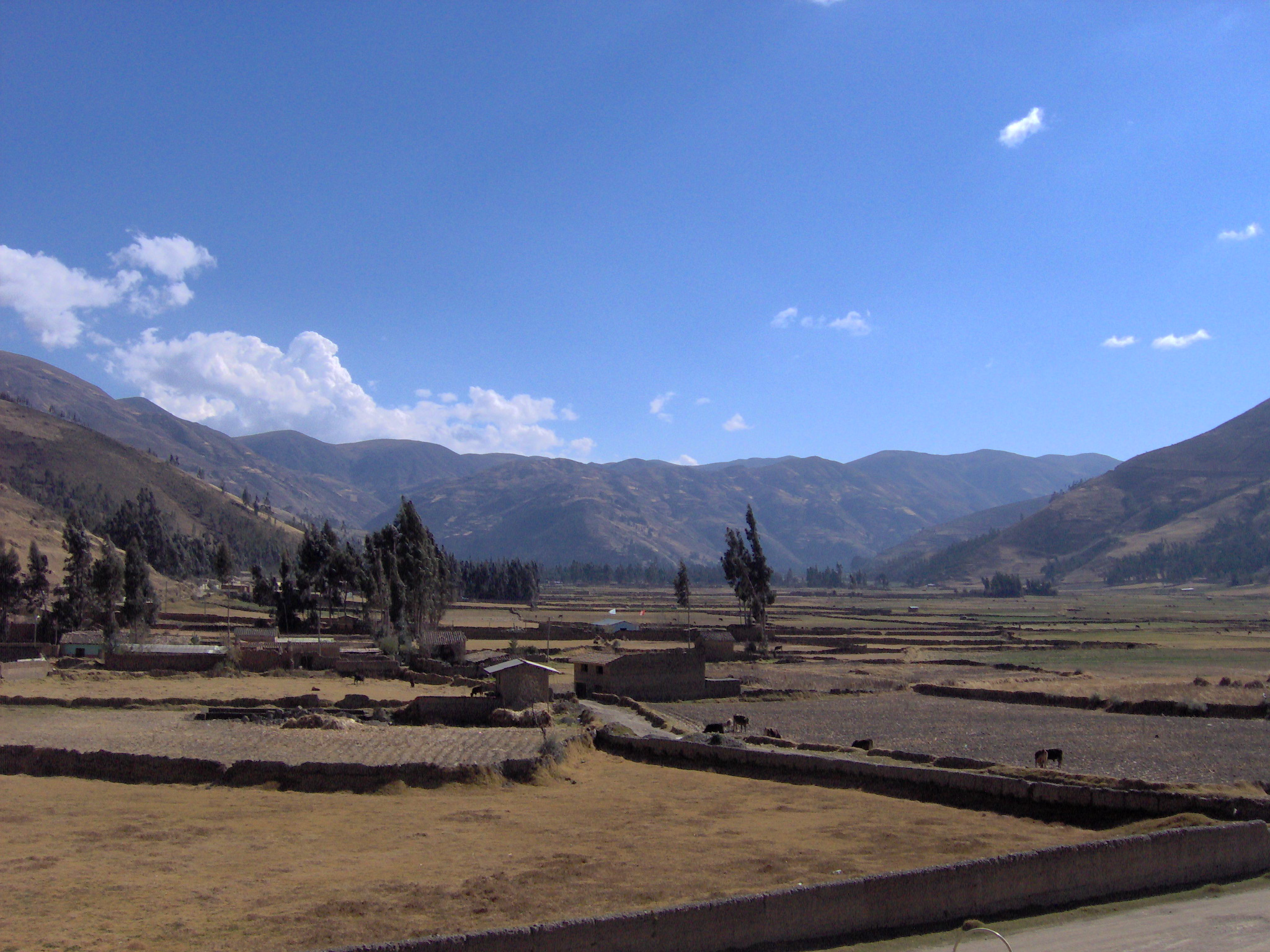
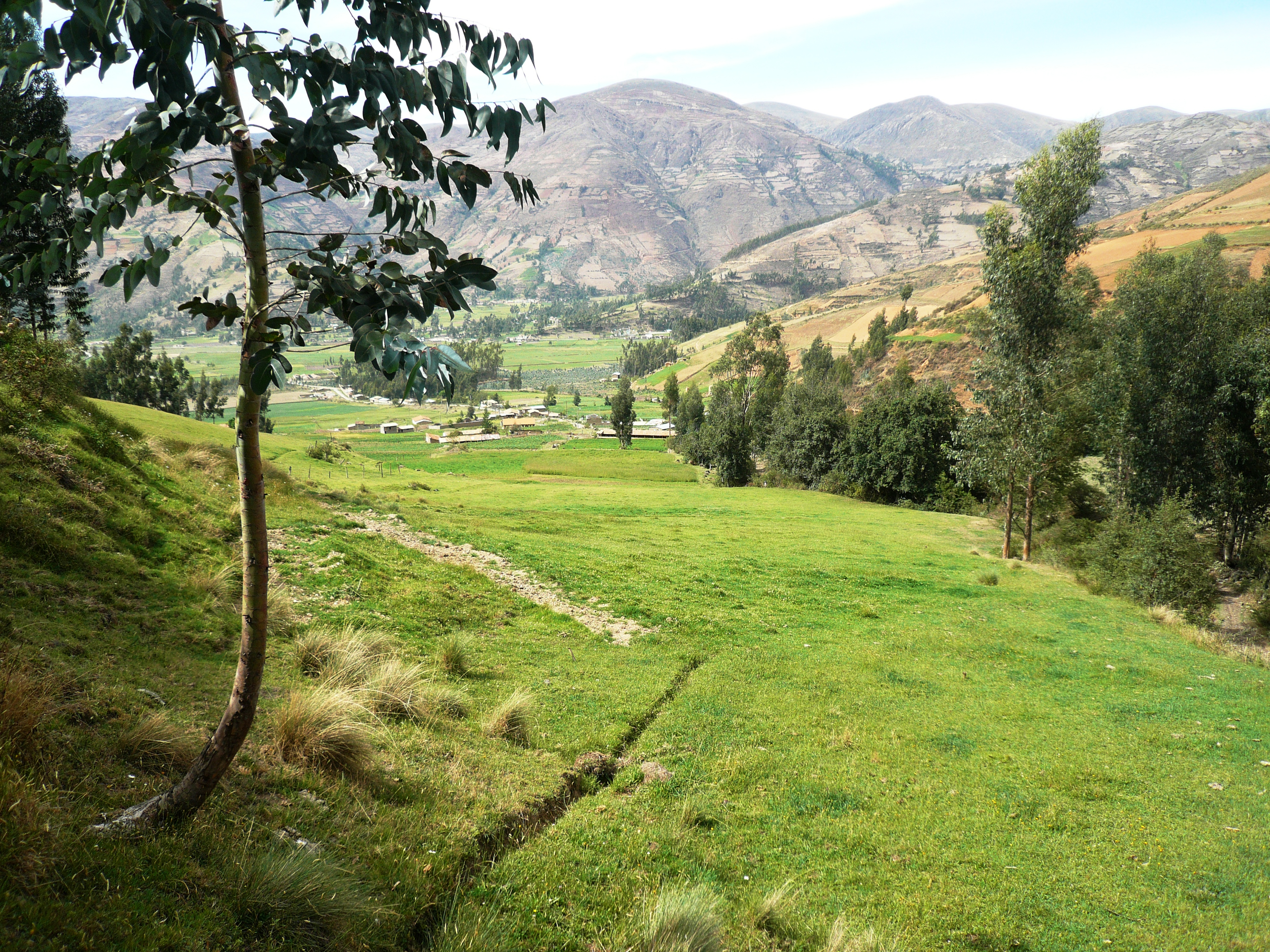
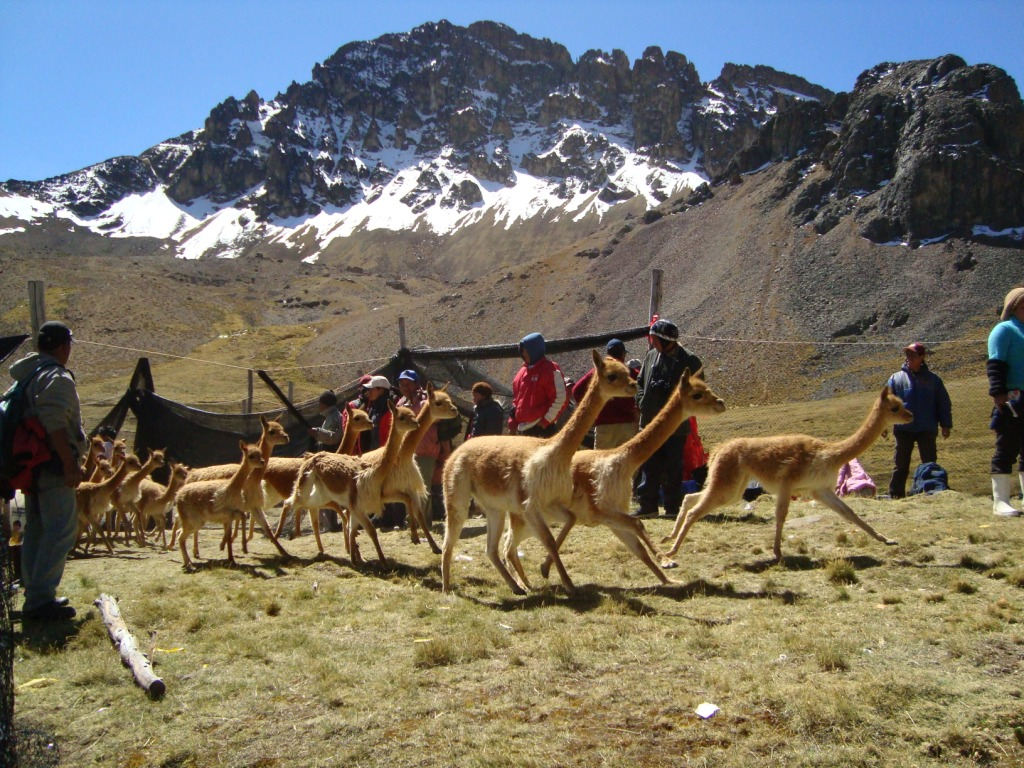
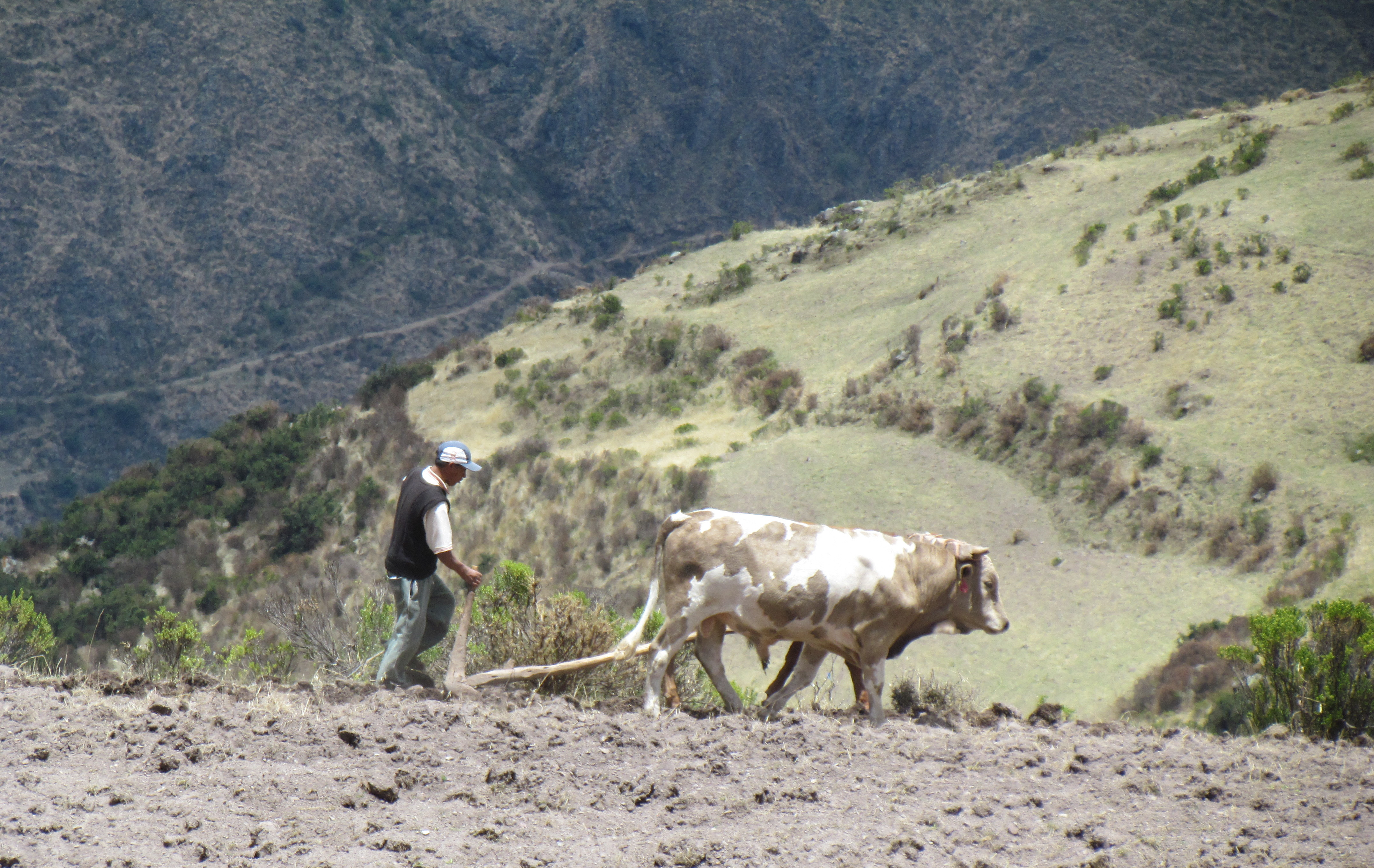

## Административное деление
В административном отношении делится на 7 провинций и 94 района. Провинции включают:

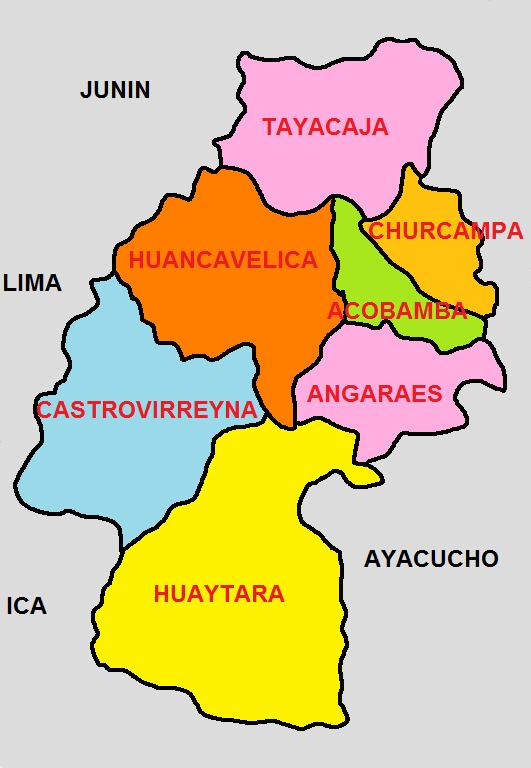
Провинции региона Уанкавелика.

| № | Провинция                       | Административный центр          | Население |
| - | ------------------------------- | ------------------------------- | --------- |
| 1 | Акобамба (Acobamba)             | Акобамба (Acobamba)             | 38 208    |
| 2 | Ангараес (Angaraes)             | Лиркай (Lircay)                 | 49 207    |
| 3 | Кастровиррейна (Castrovirreyna) | Кастровиррейна (Castrovirreyna) | 13 982    |
| 4 | Чуркампа (Churcampa)            | Чуркампа (Churcampa)            | 32 538    |
| 5 | Уанкавелика (Huancavelica)      | Уанкавелика (Huancavelica)      | 115 054   |
| 6 | Уайтара (Huaytará)              | Уайтара (Huaytará)              | 17 247    |
| 7 | Таякаха (Tayacaja)              | Пампас (Pampas)                 | 81 403    |